# Ladina
Ladina je naseljeno mjesto u Republici Hrvatskoj u Zagrebačkoj županiji. 

## Zemljopis
Administrativno je u sastavu općine Dubrava. Naselje se proteže na površini od 1,86 km².

## Stanovništvo
Prema popisu stanovništva iz 2001. godine u Ladini živi 125 stanovnika i to u 39 kućanstava. Gustoća naseljenosti iznosi 67,20 st./km².
| broj stanovnika | 102   | 90    | 98    | 121   | 140   | 148   | 169   | 165   | 157   | 146   | 143   | 137   | 134   | 136   | 125   | 94    | 76    |
|                 | 1857. | 1869. | 1880. | 1890. | 1900. | 1910. | 1921. | 1931. | 1948. | 1953. | 1961. | 1971. | 1981. | 1991. | 2001. | 2011. | 2021. |